# Електрична снага
Електрична снага је стопа по којој се електрична енергија преноси од стране електричног кола. 
СИ снага је ват (симбол: W), један џул по секунди.
Електрична енергија се обично производи у генераторима, али такође може да се испоручује од извора као што су електронске батерије. 
Електрична енергија се обично испоручује на пословне објекте и куће од стране електропривреде. 
Електрична енергија се обично продаје по киловат часу (3,6 МЈ) који је производ снаге у киловатима помножен временом у сатима. 
Електрично мерење снаге се ради користећи струјомер, који води рачуна о укупној електричној енергији испоручене купцу.

## Дефиниција
Електрична енергија, као механичка снага, је стопа рада, мерено у ватима, а представљена словом P. 
Термин ватажа се користи колоквијално и значи електрична енергија у ватима. 
Електрична енергија у ватима коју производи електрична струја I, која се производи од напона, Q у кулонима сваких t секунде пролазе кроз електричног потенцијала (напон) разлика од V је
{\displaystyle P={\frac {QV}{t}}=IV\,}
где
Q је наелектрисање у кулону и
t је време у секундама
I је електрична струја у амперима и
V је електрични потенцијал или напон у волтима

## Објашњење
Електрична енергија се трансформише у друге облике енергије када наелектрисање пролази кроз електрични потенцијал (напон), разлика која се јавља у електричним компонентама у електричним колима. Када наелектрисања крећу кроз потенцијалне разлике од високог напона на ниски напон, енергија у потенцијалу се претвара у кинетичку енергију од оптужби, који обављају рад на уређају. Уређај у којем се то деси се зове пасиван или уређаји товари; они троше електричну енергију, претвара у друге облике, као што су механички рад, топлота, светло, итд. Примери су електрични апарати, као што су сијалица, електромотор и електрични грејач.
Уколико су наелектрисања приморана да се крећу од стране спољне силе у смеру од нижег потенцијал ка већем, посао се ради на електрисању, па се снага преноси на електричне струје од неке друге врсте енергије, као што је механичка енергија или хемијске енергије. Уређаји у којима се то деси се зове активни уређаји или извори енергије; извори електричне струје, као што су генератор и акумулатори.

### Конвенција пасивног знака
У електроници, у којој се идеално електрични елементи могу поделити на активне и пасивне. Коневкција се односи више на пасивни него активни аспект уређаа, где се електрична енергија која се троши у уређају има позитиван знак, док снага коју производи уређај по дефиницији има негативан предзнак. То се зове пасиван знак конвенција.

### Отпорна кола
У случају резистивни (Омско, или линеарног) оптерећења, џул закон може да се комбинује са Омовим законом (V = I•R) за производњу алтернативних израза за расипање снага:
{\displaystyle P=I^{2}R={\frac {V^{2}}{R}},}
где је  R  електрична отпорност.

### Наизменична струја
У колима наизменичне струје, елементи за складиштење енергије, као што су индуктивност и капацитивност може довести у периодичним укидања правцу енергетског тока. Део тока енергије која, у просеку преко комплетан циклус АЦ таласа, резултати у нето пренос енергије у једном смеру је познат као стварна моћ (такође се помињу као активне снаге). Тај део протока енергије услед ускладиштене енергије, који се враћа на извор у сваком циклусу, је познат као реактивна снага. Стварна снага се изражава у ватима потрошње пријемника
{\displaystyle P={1 \over 2}V_{p}I_{p}\cos \theta =V_{rms}I_{rms}\cos \theta \,}
где
Vp је вршни напон у волтима
Ip је врхунац струја у амперима
Vrms је ефективна вредност напона у волтима
Irms је ефективна вредност струја у амперима
Θ је фазни угао између напона и струје синусних таласа
Однос између реалне моћи, реактивне енергије и привидне снаге може се изразити представља количине као вектора. Права моћ је представљена као хоризонтални вектор и реактивне снаге је представљена као вертикални вектор. Привидна снага вектор је хипотенуза правоуглог троугла на формирана повезивањем стварне и реактивне снаге векторе. Ова репрезентација се често назива моћ троугао. Користећи Питагорина теорема, однос између стварне, реактивне и привидне снаге је:
{\displaystyle {\mbox{(apparent power)}}^{2}={\mbox{(real power)}}^{2}+{\mbox{(reactive power)}}^{2}}
Реал и реактивне снаге може се израчунати директно из привидне снаге, када струја и напон су обоје синусоида а са познатим фазним углом θ између њих:
{\displaystyle {\mbox{(real power)}}={\mbox{(apparent power)}}\cos(\theta )}
{\displaystyle {\mbox{(reactive power)}}={\mbox{(apparent power)}}\sin(\theta )}
Однос стварне моћи привидне снаге се зове фактор снаге а  број је увек између 0 и 1. Где  струја и напон имају несинусоидне облике, фактор снаге је неопходно генерализовати да укључи ефекте изобличења.

### Електромагнетна поља
Електрична снага тече где год електрично и магнетно поље постоје заједно и осцилирају у истом месту. Најједноставнији пример овога је у електричним колима, као што је претходни одељак показао. У општем случају, међутим, једноставна једначина P= IV мора бити замењена сложенијим прорачуном:
{\displaystyle P=\int _{S}(\mathbf {E} \times \mathbf {H} )\cdot \mathbf {dA} .\,}

## Снабдевање струјом

### Електрична енергија
Основни принципи електричне енергије су откривени током 1820 и почетком 1830-их од стране британског научника Мајкла Фарадеја. Његов основни метод се и данас користи: струја генерише кретање петље жице, или диска бакра између полова магнета.
За електропривреду, то је први део сложеног процеса испоруке електричне енергије потрошачима. Остали процеси су пренос, дистрибуција и складиштење електричне енергије добијене из обновљивих енергетских извора.
Електрична енергија се најчешће генерише на хидроелектранама од генератора,  хемијским сагоревањем у термоелектранама или у процесу нуклеарне фисије у нуклеарним електранама, али такође и другим средствима, као што су кинетичке енергије текуће воде и ветра. Постоје многе друге технологије које могу бити и користе се за производњу електричне енергије, као што су соларна фотонапонска енергија и геотермална енергија.

### Батерија снага
Батерија је уређај који се састоји од једне или више електрохемијских ћелија који конвертују ускладиштене хемикалију енергија у електричну енергију. Од проналаска прве батерије (или "галвански гомила") у 1800. од стране Алесандра Волте а нарочито од технички побољшаних Данијелових ћелија у 1836, батерије су постале заједнички извор напајања за многе кућне и индустријске примене. Према процени 2005, светски индустрија батерија генерише УС $ 48 млрд у продаји сваке године, са годишњим растом од 6%.
Постоје две врсте батерија: примарне батерије (батерије за једнократну употребу), које су дизајниране да се користе једном и да буду одбачене, и секундарне батерије (пуњиве батерије), које су дизајниране да се пуне и користе више пута. Батерије долазе у разним величинама, као на пример неке минијатурне ћелије које се могу користити за слушне апарате, и друге за ручне сатове. Веће батерије налазе примену у телефонским централама и рачунарским центрима.

### Електропривреда
Електропривреда обезбеђује производњу и испоруку енергије, у довољним количинама на области које треба струја, кроз присоединениу. Решетка дистрибуира електричну енергију купцима. Електрична енергија се генерише централни електране или дистрибуира генератор.
Многим домаћинствима и предузећима треба приступ електричној енергији, посебно у развијена нација С, потражња је ређа у развоју нација с. Потражња за електричном енергијом је изведена из обавезе за електричну енергију, како би деловао домаћи апарат, канцеларијска опрема, индустријске машине као и да би се обезбедило довољно енергије за домаће и комерцијално осветљење, грејање, кување и индустријске процесе. Због овог аспекта индустрије, она се посматра као комунална инфраструктура.